# Antonio Pucci (cardinale)
Antonio Pucci (Firenze, 8 ottobre 1484 – Bagnoregio, 12 ottobre 1544) è stato un cardinale italiano, appartenente all'antica famiglia fiorentina dei Pucci.
Figlio di Alessandro Pucci e Sibilla di Francesco Sassetti, era nipote dei cardinali Lorenzo Pucci e Roberto Pucci.

## Biografia

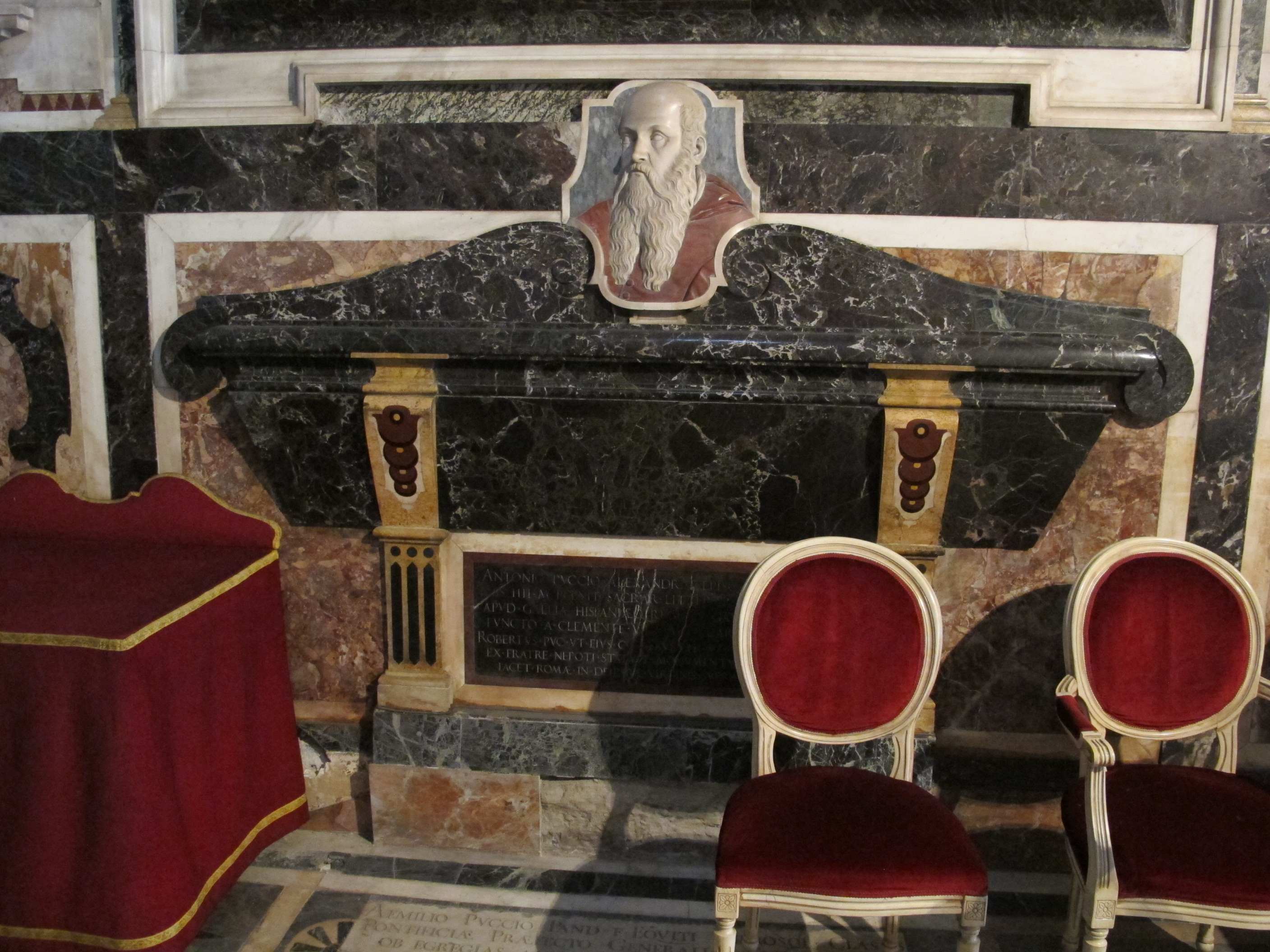
Tomba del cardinale Pucci nella cappella di San Sebastiano nella Basilica della Santissima Annunziata a Firenze

Frequentò l'Università di Pisa. Predicatore eccezionale, partecipò al Concilio Laterano V.
Fu Nunzio Apostolico in Svizzera dal 1517 al 1521 e poi nunzio in Francia.
Il 5 novembre 1518 fu nominato vescovo di Pistoia, incaricò che ricoprì fino al 1541, quando lo lasciò allo zio, il cardinale Roberto Pucci.
Nel sacco di Roma del 1527, insieme ad altri quattro vescovi, venne dato in ostaggio ai lanzichenecchi, dai quali riuscì a fuggire.
Fu nominato cardinale il 22 settembre 1531 da papa Clemente VII con il titolo di cardinale presbitero dei Santi Quattro Coronati.
Partecipò al conclave del 1534, che elesse papa Paolo III.

## Successione apostolica
La successione apostolica è:
- Arcivescovo Onofrio Bartolini (1531)
- Vescovo Giannotto Pucci (1531)
- Vescovo Vincenzo Durante (1531)
- Vescovo Meday (1535)
- Vescovo Pierre Van Der Worst (1535)
- Vescovo Nicolás de Aragón (1537)
- Vescovo Giovanni Maria Canigiani, O.S.B. (1540)
- Vescovo Jan Wilamowski (1540)